# Želva černavá
Želva černavá (Heosemys grandis) je druh sladkovodní želvy vyskytující se v jihovýchodní Asii, např. v Kambodži, Vietnamu či na Malajském poloostrově. Mezi její alternativní označení patří želva velká, želva indočínská či želva červenavá.
Žije zejména v tropických lesích, ale nezřídka také v blízkosti lidských sídel v podrostu. Částečně tedy využívá sladké vody, částečně žije (a je schována) na souši. Je řazena mezi zranitelné taxony.
V přírodě se živí částmi rostlin, plody či bezobratlými živočichy. V lidské péči může být krmena směsí ovoce, zeleniny, sena či masovou želatinovou směsí.
Dosahuje váhy tři až dvanáct kilogramů. Délka krunýře se pohybuje v rozmezí 35 až 45 cm. Samice klade tři až jedenáct vajec, přičemž jejich inkubace trvá 103 až 198 dní.

## Ohrožení
Želva černavá je ohrožena lovem, neboť její maso je vnímáno v Asii jako velmi chutné a další části těla jsou využívány i v tradiční medicíně. Proto je zatížena nadměrným obchodem a příslušníci druhu jsou pašováni. Problémem je však také ten fakt, že zpravidla není možné tyto želvy vracet do volné přírody. V některých zemích asijského světadílu již došlo ke zpřísnění legislativy.

## Chov v zoo
Želva černavá byla na počátku roku 2020 chována v necelých třech desítkách evropských zoo. Mezi nimi také české zoo:
- Zoo Ostrava
- Zoo Plzeň
- Zoo Praha

### Chov v Zoo Praha
Tento druh je chován v Zoo Praha od roku 2002. Tehdy byly dovezeny zabavené želvy z nelegální zásilky. Od té doby se vylíhlo takřka 150 mláďat, naposledy v roce 2018. Mládě s pořadovým číslem 100 přišlo na svět 8. března 2009. Zoo vede evropskou plemennou knihu a podílí se na výzkumu ve spolupráci v Přírodovědeckou fakultou UK.
Želva černavá je k vidění v pavilonu velkých želv v dolní části zoo.